# Johannes Frederik Frølich
Johannes Frederik Frølich, född 21 augusti 1806, död 21 maj 1860, var en dansk kompositör.
Frølich, som var son till en tysk musiker, var elev i violinspel till Claus Schall och blev 1827 körrepetitör vid Det Kongelige Teater i Köpenhamn. År 1836 blev han vid Schalls död 1:e konsertmästare och tillfällig kapellmästare vid teatern. Förutom en symfoni och en del kammarmusik skrev Frølich musik till baletter av August Bournonville (Valdemar 1835, Festen i Albano 1839, Erik Menveds Barndom 1843 där den senare ofta spelade Riberhusmarschen förekommer). I sina kompositioner var Frølich en föregångare till Emil Hartmann.